# Fred Fakari
Fred Fakari (9 novembre 1986) è un calciatore salomonese, difensore dei Solomon Warriors  e della Nazionale salomonese.

## Carriera

### Club
Ha vinto un titolo nazionale con i Solomon Warriors.

### Nazionale
Ha esordito con la Nazionale salomonese nel 2016.

## Palmarès

### Club
- Campionato di calcio delle Isole Salomone: 1

Salomon Warriors: 2013-14